# Dekanat Kwidzyn – Śródmieście
Dekanat Kwidzyn – Śródmieście – jeden z 20 dekanatów w rzymskokatolickiej diecezji elbląskiej.

## Parafie
W skład dekanatu wchodzi 7 parafii:
- Parafia św. Brata Alberta Chmielowskiego – Kwidzyn
- Parafia św. Jana Chrzciciela – Janowo
- Parafia św. Jana Ewangelisty – Kwidzyn
- Parafia Świętej Trójcy – Kwidzyn
- Parafia MB Królowej Korony Polskiej – Nebrowo Wielkie
- Parafia Najświętszego Serca Pana Jezusa – Nowy Dwór
- Parafia Podwyższenia Krzyża Świętego – Sadlinki

## Sąsiednie dekanaty
Gniew (diec. pelplińska), Kwidzyn – Zatorze, Łasin (diec. toruńska), Nowe nad Wisłą (diec. pelplińska), Sztum